# Damparis
Damparis – miejscowość i gmina we Francji, w regionie Burgundia-Franche-Comté, w departamencie Jura. Nazwa miejscowości to etymologicznie Domnus Patricius, tj. pochodzi od duchownego o imieniu Paris (Patrycjusz), który około 1150 r. ufundował w tym miejscu klasztor.
Według danych na rok 1990 gminę zamieszkiwały 2 704 osoby, a gęstość zaludnienia wynosiła 306 osób/km² (wśród 1786 gmin Franche-Comté, Damparis plasuje się na 56. miejscu pod względem liczby ludności, natomiast pod względem powierzchni na miejscu 506.).